# Recessus epitympanicus
De recessus epitympanius, recessus epitympanicus of atticus is in de anatomie de naam voor een deel van het middenoor. Het ligt superior ten opzichte van het trommelvlies.
In geval van een infectie van de reccessus epitympanius bestaat het risico dat het trommelvlies wordt doorboord.